# Dąbrowa (powiat śremski)

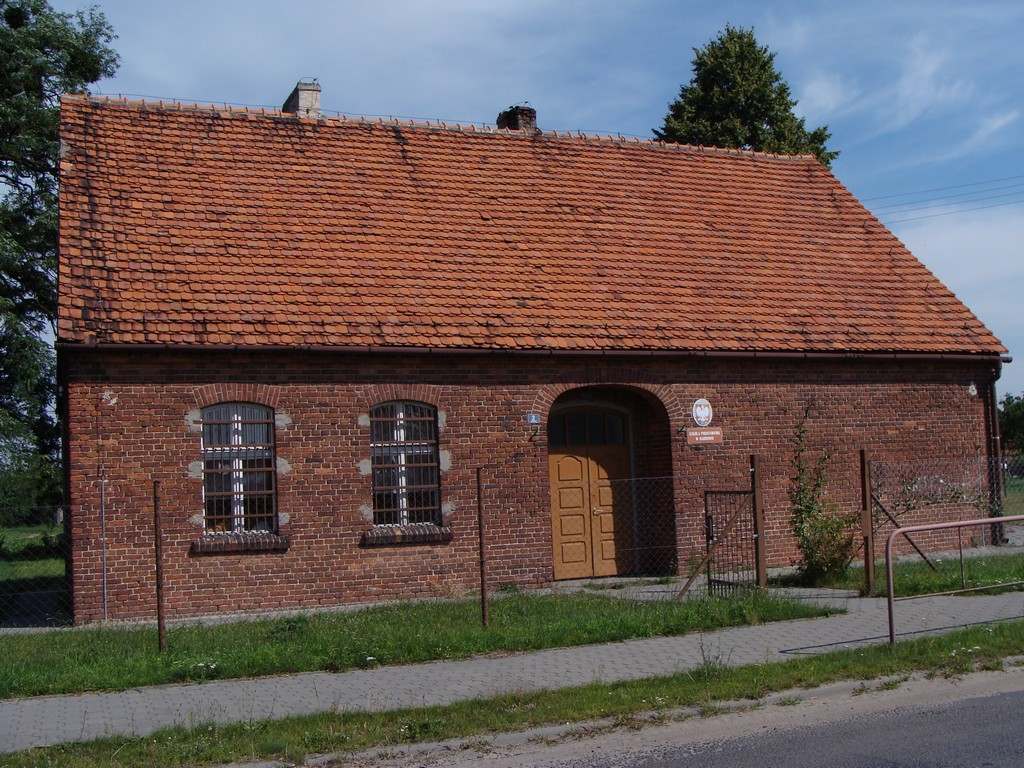
Budynek starej szkoły

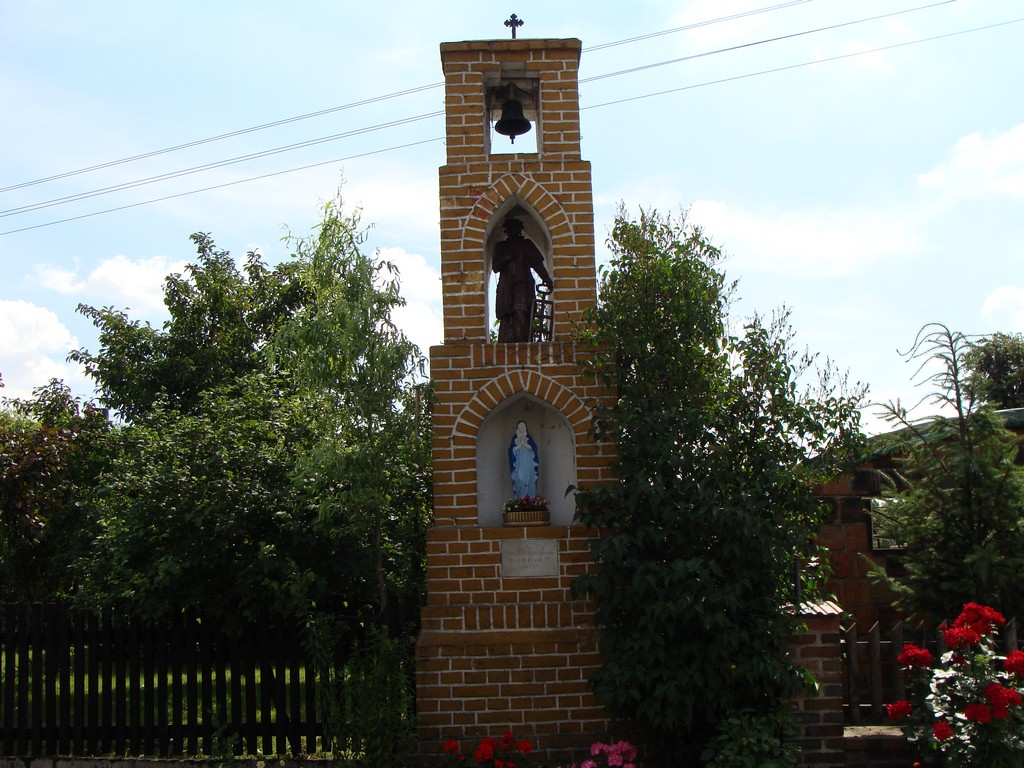
Kapliczka z figurami św. Wawrzyńca i Matki Boskiej Różańcowej

Dąbrowa – wieś w Polsce położona w województwie wielkopolskim, w powiecie śremskim, w gminie Śrem. W latach 1975–1998 miejscowość należała administracyjnie do województwa poznańskiego.
Położona 7 km na północny wschód od Śremu przy drodze powiatowej nr 2480 do Czmonia przez Luciny oraz nr 4072 przez Mechlin, nad rozlewiskami i starorzeczami Warty. 
W dokumentach istnieje od 1405. Od średniowiecza wchodziła w skład majątków klucza mechlińskiego. 
Zabytkami wsi jest dwór Skrzydlewskich z końca XIX wieku, budynek szkoły z początku XX wieku znajdujący się w gminnej ewidencji zabytków, w centrum wsi piętrowa kapliczka z 1871 z figurkami św. Wawrzyńca i Matki Boskiej Różańcowej. Do świątków wsi zalicza się również dwa krzyże przydrożne.
W Dąbrowie znajduje się Zespół Szkoły Podstawowej i Gimnazjum im. Jana Pawła II. W roku szkolnym 2006/2007 do placówki uczęszczało 164 uczniów.